# Gouvia
Gouvia (in greco Γουβιά?; in italiano: Govino; in francese: Gouin; in veneto: Goin) è un villaggio dell'isola di Corfù, in Grecia. Si trova a circa 8 km a nord della città portuale di Corfù. È separata dalla baia di Gouvia a sud da un promontorio su cui si trova il villaggio di Kontókali. La sua posizione ideale la rende il porto turistico più grande dell'isola.
Nel 1716, durante la dominazione veneziana venne qui costruito un cantiere navale  al fine di supportare le operazioni militari durante la Seconda guerra di Morea, che vide la Repubblica di Venezia contrapporsi all'Impero Ottomano per il possesso del Peloponneso. Conosciuto come Arsenale veneziano, i resti di questo cantiere navale sono tutt'oggi visibili.
Il villaggio ospita anche una chiesa greco-ortodossa dedicata alla festività dell'Ipapante, che si protende nella baia dal villaggio di Limni dall'altra parte della baia.

## Galleria d'immagini

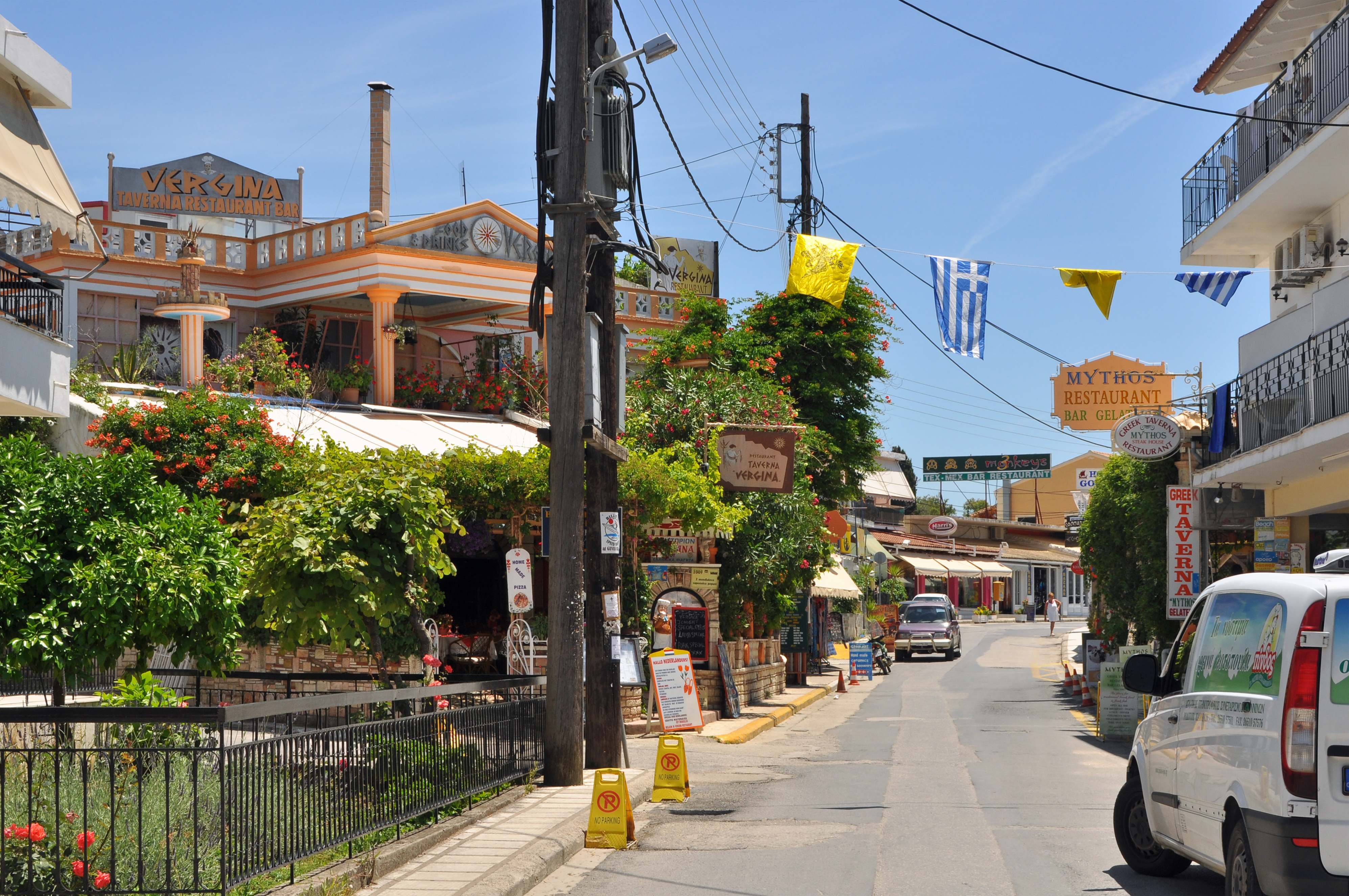
Panorama
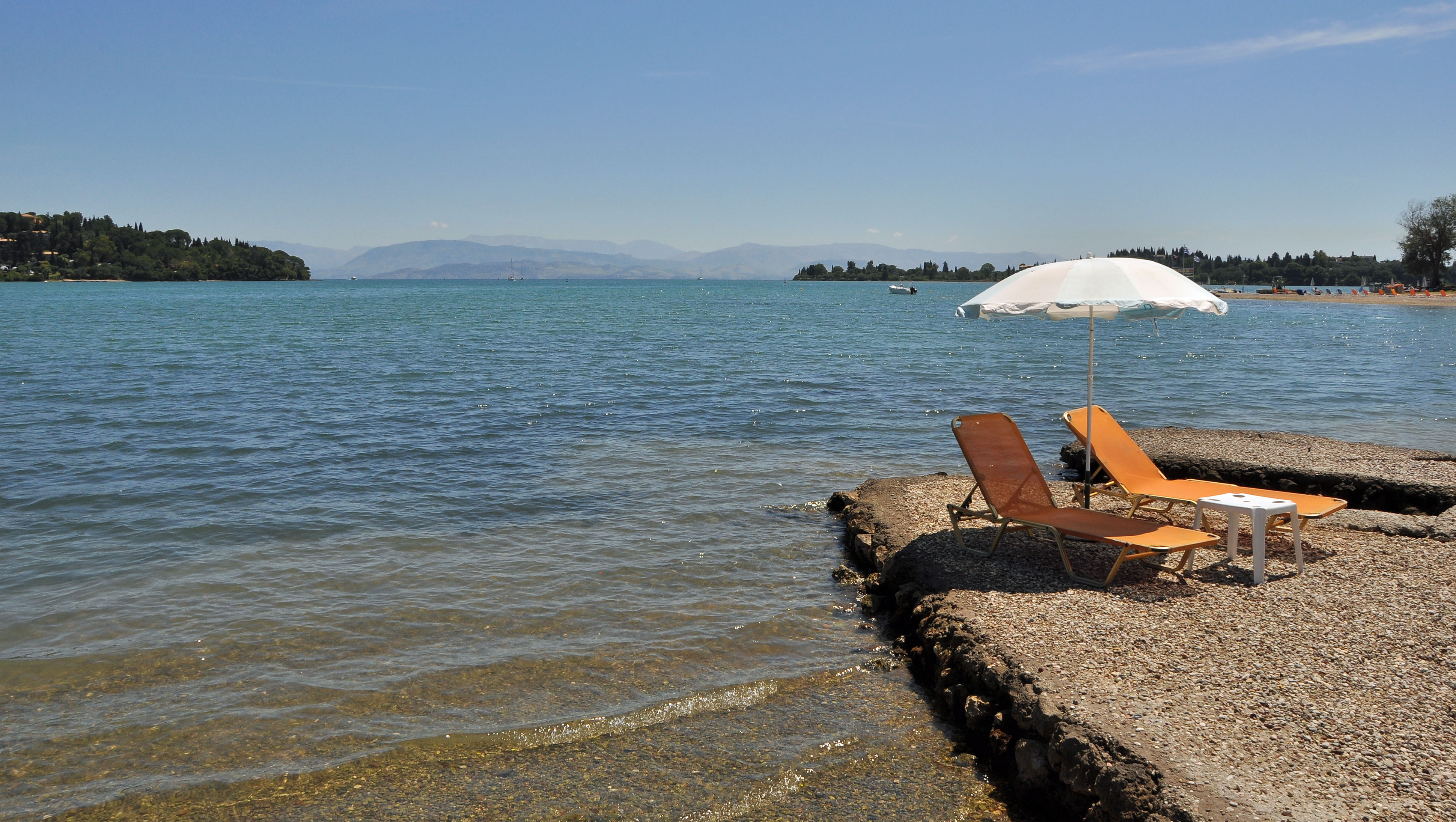
Baia
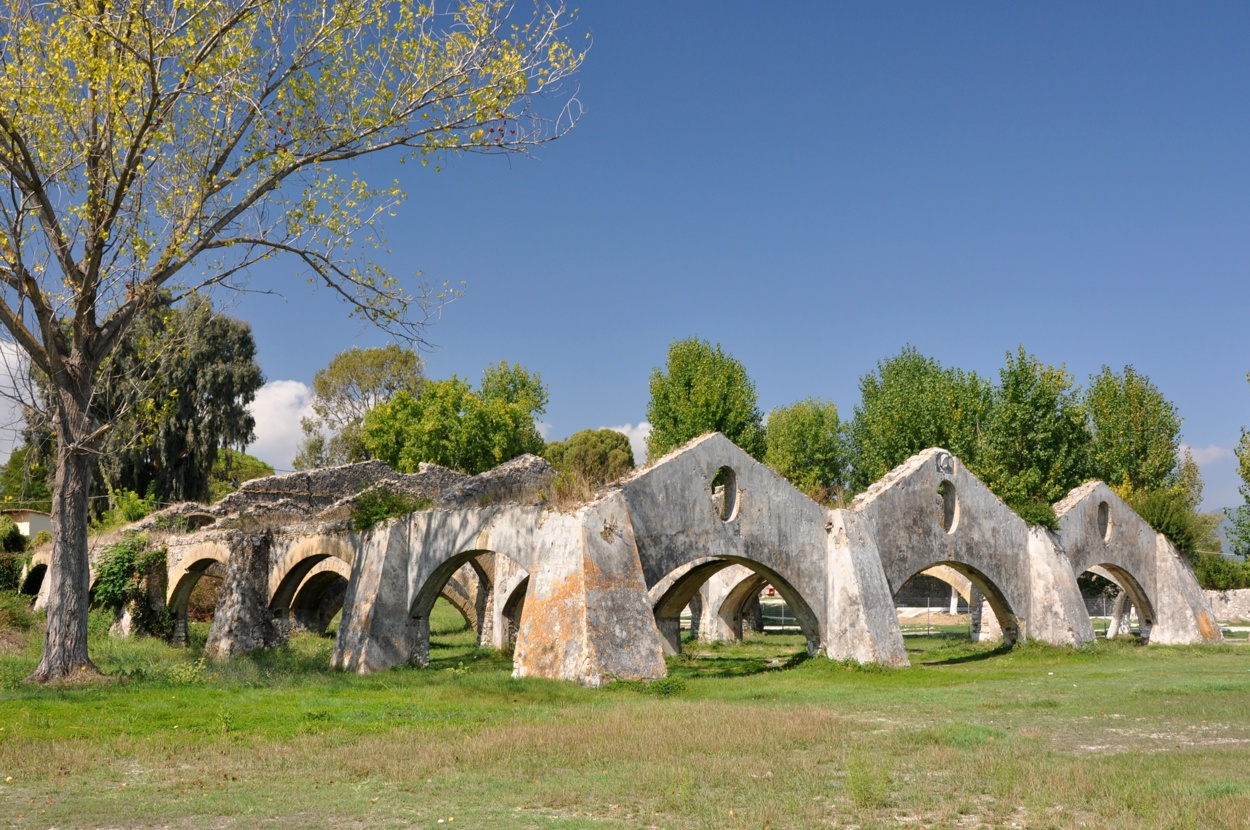
L'Arsenale veneziano
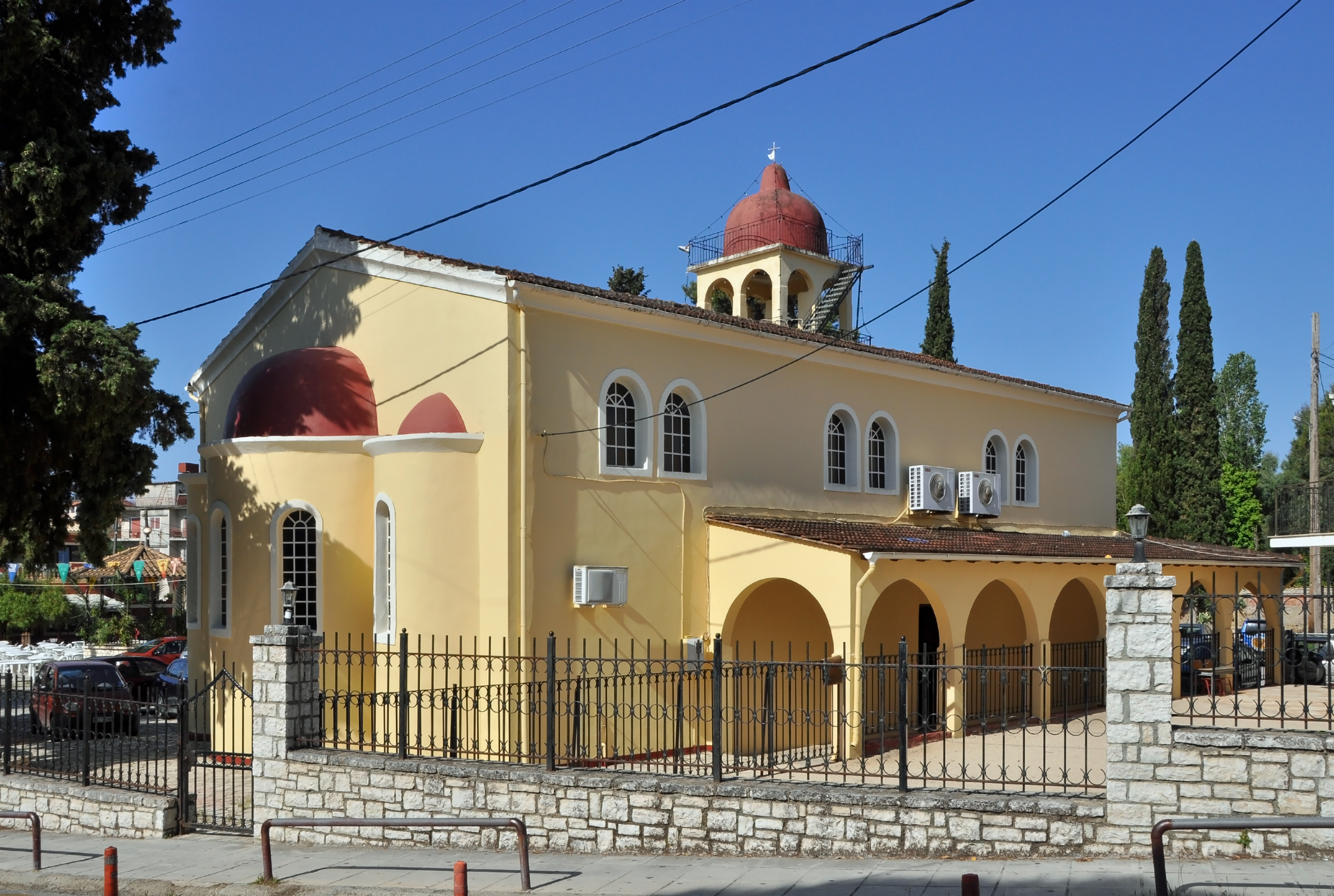
Chiesa dell'Agii Pantes